# Anastácia Romanovna
Para a Grã-Duquesa Romanov, veja Anastásia Nikolaevna Romanova.
Anastácia Romanovna Zakharyina-Yurieva (em russo: Анастаси́я Рома́новна Захарьина-Юрьева; romaniz.: Anastasíya Románovna Zakhar'ina-Yur'yeva; 1530 – Kolomenskoye, 7 de agosto de 1560) foi a primeira mulher do czar Ivan, o Terrível e a primeira czarina da Rússia. Era filha do boiardo Romano Iurieviche Zakharin-Yuriev, Okolnichi, que morreu em 16 de fevereiro de 1543, e que deu o seu nome à Dinastia Romanov de monarcas russos, e de Uliana Ivanovna, falecida em 1579.

## Casamento

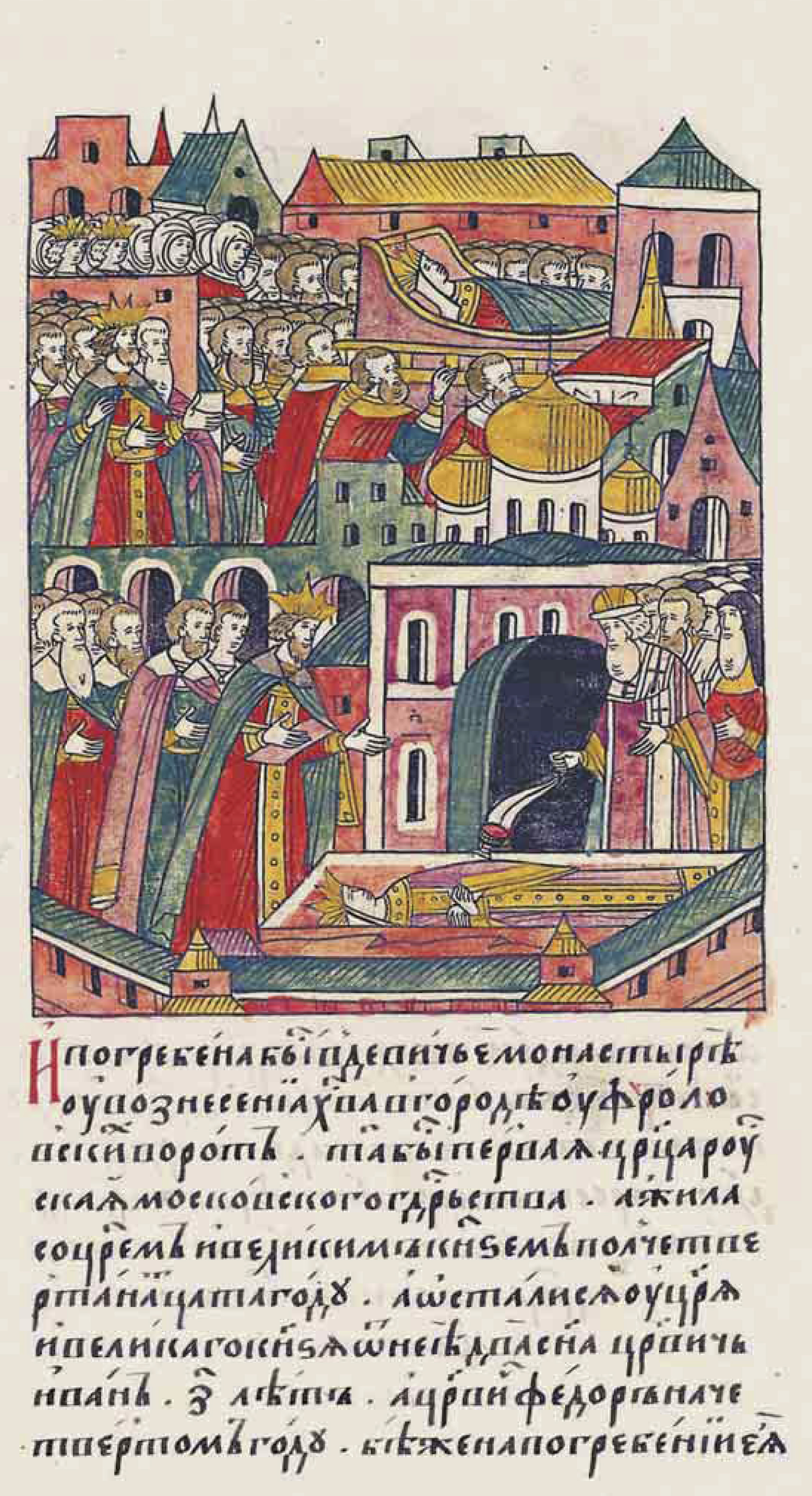
Representação do funeral da czarina

Foi escolhida para noiva de Ivan dentre um grande número de candidatas possíveis, levadas ao Kremlin especificamente para o processo de seleção. Todas as famílias nobres de toda a Rússia receberam convites para apresentar jovens em candidatura (diz-se que houve entre 500 e 1 500 jovens em concurso). 
Anastácia e Ivan casaram em 3 de fevereiro de 1547 na Catedral da Anunciação. Tiveram seis filhos: Ana, Maria, Demétrio, Ivã, Eudócia e Teodoro.
Supõe-se que Anastácia tenha exercido uma influência moderadora no temperamento volátil e violento de Ivan. No verão de 1560, caiu doente e em consequência disso, Ivan sofreu um grave colapso emocional em que suspeitava que Anastácia tinha sido vítima de ações malévolas e tinha sido envenenada pelos boiardos. Embora na época não tenham existido provas de tal crime, Ivan mandou torturar e executar grande número de boiardos, contra quem já tinha ódio devido aos abusos cometidos contra si durante a sua infância. Exames aos restos mortais de Anastácia no final do século XX por arqueólogos e cientistas forenses encontraram provas de envenenamento .
O irmão de Anastácia, Nikita Romanoviche foi o pai de patriarca Filareto, o primeiro a usar o apelido Romanov.